# Ateuchus carbonarium
Ateuchus carbonarium là một loài bọ cánh cứng trong họ Bọ hung (Scarabaeidae).